# Jinx
Jinx – dwunasty album solowy irlandzkiego gitarzysty Rory’ego Gallaghera z 1982 roku.
W latach 80. zaczęły się spowodowane nadużyciami alkoholu i narkotyków kłopoty zdrowotne Gallaghera, który przestał intensywnie koncertować i nagrywać. Przez ostatnie 15 lat kariery wydał tylko 3 albumy (Jinx, Defender i Fresh Evidence), które uznawane są jednak za jedne z jego najbardziej udanych.

## Lista utworów
Wszystkie utwory autorstwa Gallaghera.
1. „Big Guns” – 3:34
2. „Bourbon” – 4:06
3. „Double Vision” – 5:07
4. „The Devil Made Me Do It” – 2:54
5. „Signals” – 4:46
6. „Jinxed” – 5:03
7. „Easy Come Easy Go” – 5:48
8. „Nothin' But The Devil” – 3:12
9. „Ride On Red, Ride On” – 4:36
10. „Lonely Mile” – 4:40
11. „Loose Talk” – 4:08

## Wykonawcy
- Rory Gallagher – wokal, gitary, harmonijka ustna
- Gerry McAvoy – gitara basowa
- Brendan O’Neil – bębny, instrumenty perkusyjne
- Bob Andrews – instrumenty klawiszowe
- Ray Beavis i Dick Parry – saksofon